# Club of Pioneers
Club of Pioneers är ett internationellt nätverk för de äldsta aktiva fotbollsklubbarna från varje nation. Nätverket grundades 2013 av Sheffield FC, som är Englands första och världens äldsta fotbollsklubb. En klubb från varje nation kan bli medlem i nätverket om det är den äldsta ännu aktiva klubben. Nätverket ställer inget krav på klubbens placering i seriesystemet eller om den är professionell eller ideell. Nätverket skapades med syfte att främja minnet av fotbollens historia internationellt. Nätverkets motto är Integrity, Respect & Community, ungefär "Integritet, respekt och gemenskap".

## Medlemsklubbar
(ställning 1 augusti 2023)
| Club                           | Grundad           | Nation         | Världsdel  |
| ------------------------------ | ----------------- | -------------- | ---------- |
| Sheffield FC                   | 24 oktober 1857   | England        | Europa     |
| Wrexham AFC                    | 4 oktober 1864    | Wales          | Europa     |
| Queen's Park FC                | 9 juli 1867       | Skottland      | Europa     |
| Kjøbenhavns Boldklub           | 24 oktober 1878   | Danmark        | Europa     |
| FC St. Gallen                  | 19 april 1879     | Schweiz        | Europa     |
| Koninklijke HFC                | 15 september 1879 | Nederländerna  | Europa     |
| Cliftonville FC                | 20 september 1879 | Nordirland     | Europa     |
| Royal Antwerp FC               | 1880              | Belgien        | Europa     |
| Savages FC PMB                 | 1882              | Sydafrika      | Afrika     |
| Hong Kong FC                   | 12 februari 1886  | Hong Kong      | Asien      |
| Yokahama C&AC                  | 26 december 1886  | Japan          | Asien      |
| Académica de Coimbra           | 3 oktober 1887    | Portugal       | Europa     |
| Örgryte IS                     | 4 december 1887   | Sverige        | Europa     |
| North Shore Utd                | 1887              | Nya Zeeland    | Oceanien   |
| BFC Germania 1888              | 15 april 1888     | Tyskland       | Europa     |
| Mohun Bagan AC                 | 15 april 1889     | Indien         | Asien      |
| Real Club Recreativo de Huelva | 23 december 1889  | Spanien        | Europa     |
| St. George's FC                | 1890              | Malta          | Europa     |
| Albion fc sad                  | 1 juni 1891       | Uruguay        | Sydamerika |
| Tvøroyrar Bóltfelag            | 15 maj 1892       | Färöarna       | Europa     |
| Santiago Wanderers             | 15 augusti 1892   | Chile          | Sydamerika |
| Genoa CFC                      | 7 september 1893  | Italien        | Europa     |
| Odds Ballklubb                 | 31 mars 1894      | Norge          | Europa     |
| First Vienna FC                | 22 april 1894     | Österrike      | Europa     |
| CS Fola Esch                   | 9 december 1906   | Luxemburg      | Europa     |
| FK Ljuboten Tetovo             | 28 mars 1919      | Nordmakedonien | Europa     |
| FK Sveikata 1919               | 8 juni 1919       | Litauen        | Europa     |
| SV Voorwaarts                  | 1 augusti 1919    | Surinam        | Sydamerika |

## Pioneers Cup
Nätverket anordnar fotbollsturneringen Pioneers Cup för medlemsklubbarna. I turneringen spelar inte de ordinarie lagen mot varandra utan de representeras av lagens supportrar, tidigare spelare eller funktionärer och ledare. Den har anordnats sedan 2013 och spelats i Sheffield (England), Haarlem (Nederländerna), Huelva  (Spanien), Antwerpen (Belgien).